# Alphonse Gangitano
Alphonse John Gangitano soprannominato, il principe nero di Lygon Street (Melbourne, 24 marzo 1957 – Melbourne, 16 gennaio 1998) è stato un mafioso australiano di origini italiane, narcotrafficante e omicida.
Nacque nella periferia di Melbourne a Templestowe e creò la cosiddetta banda di Carlton, dal nome del sobborgo dove operava.
Era inoltre a stretto contatto con i criminali Kinniburgh, Mick Gatto e Jason Moran.
Fu anche alleato del criminale Tom Domican di Sydney  e di John Kizon di Perth.
Fu ucciso a colpi di pistola il 16 gennaio 1998. 